# Nehalem (microarchitecture)
 (février 2010).
Si vous disposez d'ouvrages ou d'articles de référence ou si vous connaissez des sites web de qualité traitant du thème abordé ici, merci de compléter l'article en donnant les références utiles à sa vérifiabilité et en les liant à la section « Notes et références ».
Cet article concerne la microarchitecture Nehalem d'Intel. Pour la famille de processeurs Nehalem, voir la section « Processeurs de la famille Nehalem (gravure 45 nm) ».
Pour les articles homonymes, voir Nehalem (homonymie).
Core Sandy Bridge
La microarchitecture Nehalem est une microarchitecture x86 d'Intel, utilisée par les familles Nehalem et Westmere. Elle succède à Core, par rapport à laquelle elle apporte plusieurs changements majeurs, comme l'intégration du contrôleur mémoire et l'utilisation d'un nouveau bus de données système et inter-processeur (QPI). Les déclinaisons Clarkdale intègrent en outre un contrôleur PCI Express.
Le premier processeur Nehalem a été le Core i7 920 sorti en novembre 2008. La microarchitecture suivante est Sandy Bridge.

## Principales caractéristiques
- Architecture multi-cœur modulaire.
- Hyperthreading : chaque cœur peut traiter deux threads simultanément.
- 3 niveaux de mémoire cache dont deux dédiés à chaque cœur.
- Contrôleur mémoire double ou triple canal intégré.
- Bus système et inter-processeur QuickPath Interconnect (similaire au bus HyperTransport utilisé par AMD) dans les modèles pour PC de bureau haut de gamme (HEDT), pour stations de travail ou pour serveurs et DMI pour les autres modèles, en remplacement de l'ancien FSB.
- Second niveau de prédiction de branchement (second niveau de BTB (Branch Target Buffer))
- Stockage des boucles logicielles après décodage (précédemment : avant décodage)
- Macro fusion des instructions 64 bits (uniquement valable pour les instructions 32 bits sur le Core 2)
- Contrôleur graphique intégré (sur certains modèles)
- Gestion d'énergie propre à chaque cœur.
- Support natif de la virtualisation (selon modèles)[4]
- Instructions SSE4.2

### Conception multicœurs
L'architecture Nehalem est nativement multicœurs. De plus Intel a annoncé une conception modulaire permettant de proposer des variantes de cette architecture en fonction des divers segments du marché, avec plus ou moins de cœurs, de mémoire cache, de bus système et de contrôleurs mémoires.

### Contrôleur mémoire
La plupart des microprocesseurs modernes intègrent leur contrôleur mémoire, qui permet les échanges directs entre la mémoire vive et le processeur, sans passer par le chipset.

### Interconnexions QuickPath Interconnect
Certains modèles sont reliés au système par un bus nommé « QuickPath Interconnect ». Il est relativement similaire dans son principe à l'HyperTransport de son concurrent AMD, afin de fournir une bande passante mémoire optimale tout en éliminant au maximum les goulets d'étranglement.

## Processeurs de la famille Nehalem (gravure 45 nm)
Nehalem est la famille de microprocesseurs d'Intel qui succède à la famille Penryn, et la première à utiliser la microarchitecture homonyme Nehalem. Les processeurs Nehalem sont gravés en 45 nm.
Il existe des processeurs Nehalem pour tous les marchés : serveur, station de travail, ordinateur de bureau, ordinateur portable. On trouve ainsi des processeurs Nehalem dans les gammes Core i7 et Core i5, le premier processeur Nehalem ayant été commercialisé au 4e trimestre 2008.
La famille de microprocesseurs Intel suivante est Westmere, qui constitue un die shrink en 32 nm qui apporte également sept nouvelles instructions.

### Bloomfield
Le Bloomfield est un microprocesseur haut de gamme. Il est doté de quatre cœurs, de trois niveaux de mémoire cache, et d'un contrôleur mémoire DDR3 sur 3 canaux. Il se connecte sur un socket LGA 1366.

### Lynnfield
Le Lynnfield est un microprocesseur milieu de gamme. Il se connecte sur un socket LGA 1156. Il dispose de 8 Mio de cache L3, d'un contrôleur mémoire capable de gérer la mémoire DDR3 sur deux canaux et d'un contrôleur PCI Express.
Les premiers processeurs Lynnfield ont été commercialisés fin 2009.

### Havendale
Annulé
Le microprocesseur Havendale devait être un microprocesseur milieu de gamme pour ordinateur de bureau. Il est initialement prévu pour le premier semestre 2009, puis repoussé au premier trimestre 2010, puis annulé. Les processeurs utilisant Havendale auraient été double cœur, auraient disposé d'un cache L3 de 4 Mio, d'un contrôleur mémoire intégré capable de gérer la mémoire DDR3 sur deux canaux, d'un contrôleur PCI Express ainsi que d'un contrôleur vidéo (le chipset graphique intégré à la carte mère sera intégré dans le CPU). Ils se seraient connectés sur un Socket LGA 1156. Havendale a été annulé pour faire place au Clarkdale (dans la famille Westmere) aux caractéristiques identiques mais gravé en 32 nm.

### Gainestown
Microprocesseur pour serveurs bi-processeur.

### Beckton
Le Beckton est la déclinaison Xeon MP (Pour carte mère quadri-processeur) de Nehalem. Il est muni de plusieurs liens QPI pour les communications entre processeurs, et comporte 4 ou 8 cœurs selon les modèles.

### Pour ordinateur portable

#### Clarksfield
Le Clarksfield est un processeur haut de gamme pour ordinateur portable, prévu pour 2009, il utilisera le socket LGA 1156 et sera gravé en 45 nm. Il disposera de 8 Mo de cache L3, d'un contrôleur mémoire capable de gérer la mémoire DDR3 sur deux canaux et d'un contrôleur PCI Express.

#### Auburndale (annulé)
Le Auburndale devait être un processeur de milieu de gamme pour ordinateur portable, prévu pour 2009, utilisant le socket LGA 1156, gravé en 45 nm, disposant d'un cache L3 de 4 Mio, de deux contrôleurs mémoire DDR3, d'un contrôleur PCI Express ainsi que d'un GPU.
Annulé au profit du Arrandale.

## Processeurs de la famille Westmere (gravure 32 nm)
Westmere est la famille de microprocesseurs d'Intel qui succède à la famille Nehalem. Le processus de fabrication des processeurs de cette famille utilise une photolithographie dont la finesse maximale est de 32 nm. Westmere constitue ainsi le Die Shrink de la famille Nehalem dans la stratégie tic-tac d'Intel.
Cette famille apporte également, par rapport à Nehalem, sept nouvelles instructions spécifiques au chiffrement AES.
La famille de microprocesseurs qui succède à Westmere est Sandy Bridge.

### Gulftown
Les processeurs Gulftown possèdent six cœurs, et se connectent sur un socket LGA 1366. Ce sont des processeurs haut de gamme. Ils devraient apparaitre sur le marché début 2010.

### Clarkdale
Les processeurs Clarkdale possèdent deux cœurs. Ils se connectent sur un socket LGA 1156. Ce sont des processeurs milieu ou bas de gamme.

### Arrandale
Les processeurs Arrandale possèdent deux cœurs et sont destinés aux ordinateurs portables.

### Eagleton
Les processeurs Eagleton ou Westmere-EX sont destinés aux serveurs et comportent six à dix cœurs.